# Valletto (servitore)
Con la parola valletto, termine ormai in disuso, si identificava la figura di un giovane servitore, altrimenti detto "paggio" o "garzone" o "donzello" o "scudiero" o, più modernamente, "attendente", al servizio presso un nobile o un militare di alto rango; può anche essere sinonimo di cortigiano.
Il termine deriva dal francese valet, abbreviazione di vasselet che a sua volta deriva dal latino medioevale vassallus. Nel ventesimo secolo la parola valletto indicava tradizionalmente l'inserviente, per lo più in divisa, che negli alberghi è addetto all'ascensore, all'autorimessa o al trasporto dei bagagli ai piani.
Nel linguaggio televisivo, e più in generale nello spettacolo, la parola valletto è correntemente usata al femminile (valletta).